# فيليب ويلكينسون (مجدف)
فيليب ويلكينسون (بالإنجليزية: Philip Wilkinson)‏ هو مجدف أسترالي، ولد في 10 أغسطس 1947.

## وصلات خارجية
- فيليب ويلكنسون على موقع الاتحاد الدولي للتجديف (الإنجليزية)
- فيليب ويلكنسون على موقع اللجنة الأولمبية الدولية (الإنجليزية)
- فيليب ويلكنسون على موقع أوليمبيديا (الإنجليزية)